# Ctenolabrus
Ctenolabrus – rodzaj ryb okoniokształtnych z rodziny wargaczowatych (Labridae).

## Klasyfikacja
Gatunki zaliczane do tego rodzaju:
- Ctenolabrus rupestris – wargacz skalik[4], skalik[5]